# Chitarra classica
La chitarra classica è un tipo di chitarra più moderna, rispetto alla chitarra barocca, che fu sviluppata a partire dalla fine del 1700 e confermata, nello stile che divverà poi quello contemporaneo, intorno agli anni 1850, con la scuola del liutaio spagnolo Antonio de Torres Jurado.
È una chitarra acustica che raramente viene elettrificata e che prevalentemente viene utilizzata per l'esecuzione di brani di musica classica o popolare (italiana, spagnola, ecc), come ad esempio il flamenco o la musica latino-americana, ma è in grado di servire un po' tutta la musica, da quella medievale alla folk. 

## Morfologia della chitarra
È composta da due parti principali:

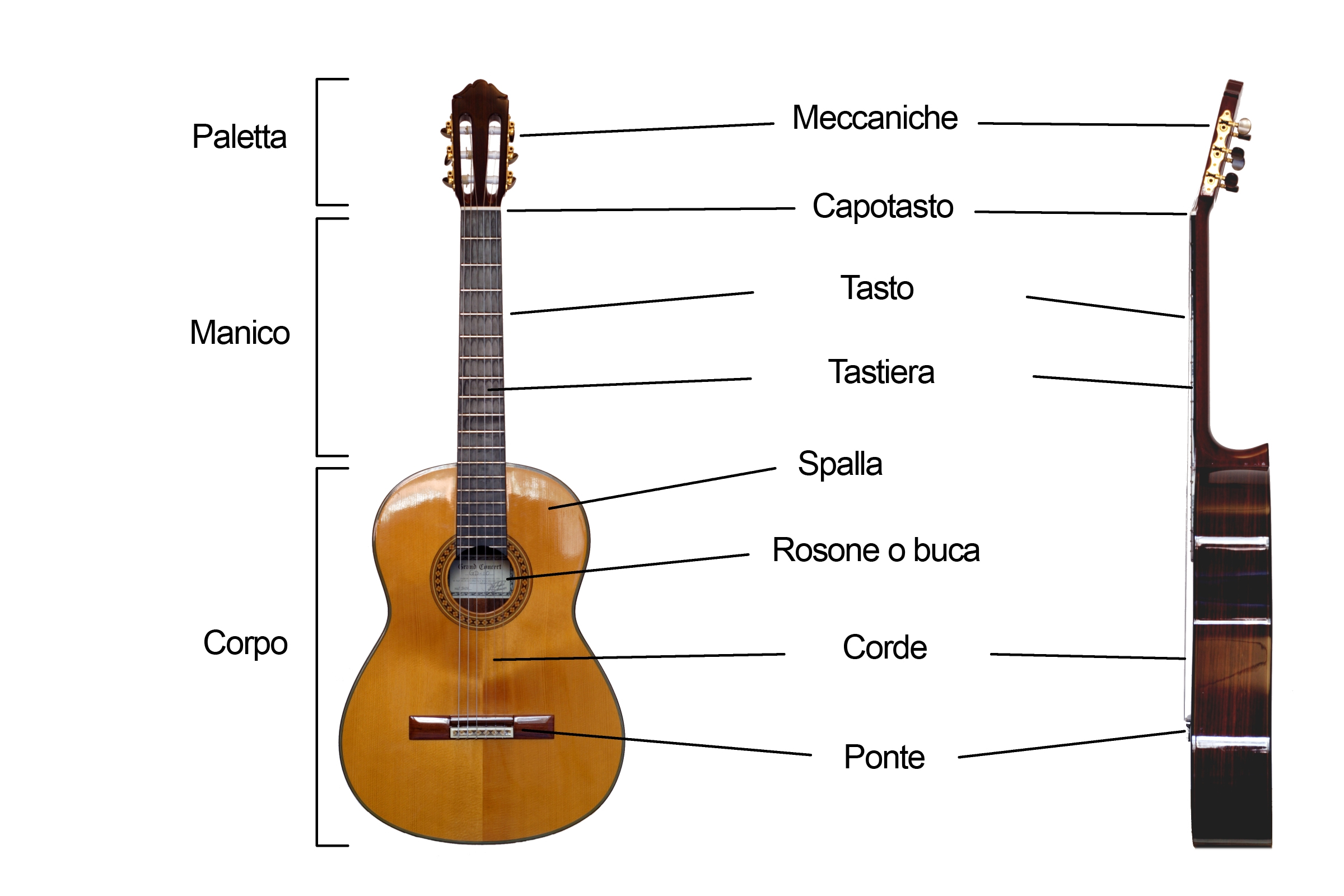
Le varie parti di una chitarra classica

- il manico, su cui si trova la tastiera e che termina con la paletta, altrimenti detta cavigliere, la quale ospita le meccaniche per l'accordatura;
- la cassa di risonanza o tavola armonica, in legno, con una buca centrale, che serve ad amplificare il suono prodotto dalle corde.

La chitarra classica è solitamente realizzata con legni di diverso tipo per ogni parte del corpo. La tavola armonica è in legno di abete (picea abies), cedro o sequoia. Al suo interno, la tavola viene rinforzata con listelli di abete (cosiddetta incatenatura) secondo l'esperienza del liutaio, così che ad incatenature diverse corrispondono caratteristiche sonore diverse. La disposizione delle catene a ventaglio, già presente in alcune chitarre dei primi del Ottocento, fu perfezionata dal liutaio spagnolo Antonio de Torres. Le fasce e il fondo sono costruite in varie essenze, di solito legni duri e compatti, a seconda del timbro che il liutaio le vuole conferire. Molto ricercate sono le essenze di palissandro, in particolare quello brasiliano, di mogano, cipresso, ebano makassar e di acero. Il manico è costruito con legni poco sensibili all'umidità e poco propensi alla deformazione, in genere cedrella spagnola o mogano. La tastiera è spesso in ebano. Il ponte, o ponticello, al quale si legano le corde può essere in palissandro, ebano, noce o altre essenze. Il capotasto e l'ossicino sono in osso o in avorio o in plastica (nelle realizzazioni economiche).
Le corde sono fatte principalmente di nylon, che conferisce al suono un timbro ovattato e dolce, o di materiali composti a base di carbonio o fibra di vetro con un timbro più nitido e brillante e una maggiore tenuta di suono; raramente di budello.

## Tecnica chitarristica

### La postura

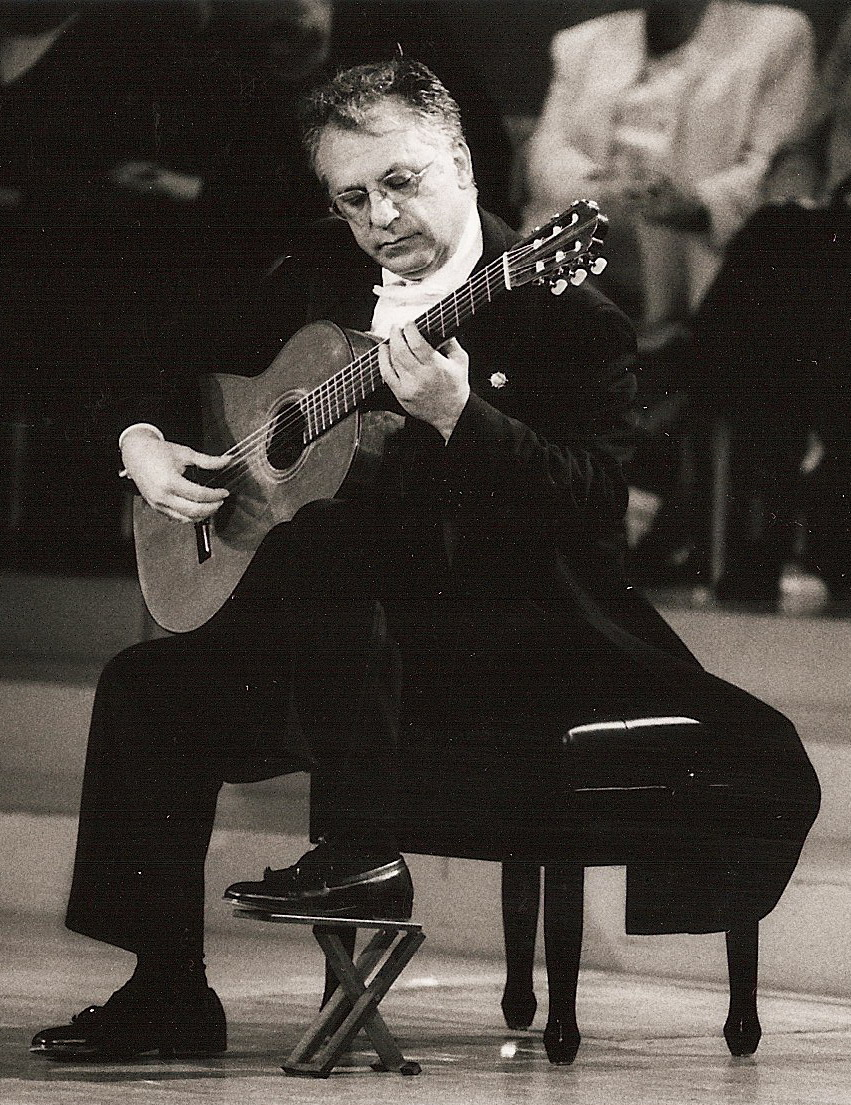
La postura di un chitarrista classico

La postura tipica del chitarrista classico prevede che lo strumento, poggiante sulle gambe, sia inclinato verso l'alto dalla parte della tastiera. Per fare ciò è comune l'utilizzo del poggiapiede, col quale tenere rialzata la gamba sinistra; alcuni interpreti del repertorio contemporaneo fanno talvolta uso di un sostegno che, poggiato sulla coscia sinistra, permette di mantenere l'inclinazione della chitarra pur poggiando entrambi i piedi a terra. Talvolta si utilizzano anche due pezzette, le quali, poste tra le cosce e i due punti di appoggio della chitarra, fanno sì che lo strumento non scivoli e non si sposti durante l'esecuzione del brano.

### La mano destra (per i destrorsi)
La tecnica della chitarra classica prevede il tocco diretto delle punte delle dita sulle corde per metterle in vibrazione. Fino alla prima metà del Novecento si ebbe una viva contrapposizione fra i due “approcci” esistenti: la scuola cosiddetta “di Tárrega” sostiene l'utilizzo del solo polpastrello senza unghia, mentre la scuola più moderna prevede l'uso di unghia e polpastrello insieme (la corda viene "agganciata" nel punto di incontro fra il polpastrello e l'interno dell'unghia). L'attacco con il solo polpastrello, sostenuto ad esempio da Fernando Sor e Francesco Molino, fu ripreso poi dallo spagnolo Francisco Tárrega e da alcuni suoi allievi (fra i quali va ricordato in particolare Emilio Pujol). Questa tecnica nella seconda metà del Novecento è caduta quasi totalmente in disuso e l'insegnamento nei Conservatori prevede ormai di norma l'impiego dell'attacco unghia-corda.
Sostenitori dell'uso dell'unghia fu ad esempio Dionisio Aguado; nel suo metodo per chitarra (1825) affermava:
«Si può pulsare con o senza unghia: senza unghia occorrerà una maggiore curvatura delle falangi della mano destra. Il mio amico Sor, che suona senza, mi ha convinto a non usare mai l'unghia del dito pollice; gli sono molto grato di questo consiglio. Per ciò che mi concerne considero preferibile suonare con le unghie e i polpastrelli, perché dalla corda si ottiene un suono che non assomiglia a quello di nessun altro strumento e dà alla chitarra un carattere particolare, dolce, armonioso e melanconico che, se anche non offre la grandiosità del piano o dell'arpa, dà un senso di suono pieno di grazia e delicatezza suscettibile di modifiche e combinazioni che conferiscono allo strumento un carattere misterioso.»
Le dita della mano destra impiegate per pizzicare le corde (pollice, indice, medio, anulare e mignolo) vengono indicate nelle diteggiature degli spartiti con le iniziali p, i, m, a, c (c = chiquito). In passato il mignolo era assolutamente escluso dal processo di produzione del suono; nella moderna tecnica chitarristica lo si adopera quasi esclusivamente per l’esecuzione di accordi o arpeggi che prevedono l’uso di 5 o 6 corde o come parte di un rasgueados. Alcuni chitarristi dell'Ottocento usavano talvolta impiegare questo dito come “supporto” per la mano, puntandolo contro la tavola armonica dello strumento mentre le altre quattro dita pizzicano le corde, ma anche questo uso è stato progressivamente abbandonato. L'importanza dell'anulare è stata lungamente discussa nel corso dell'Ottocento: alcuni compositori, come ad esempio Fernando Sor, tendevano ad escluderlo dalle scale e dalla conduzione di linee melodiche, e ad impiegarlo in arpeggi e accordi solo quando indispensabile; a partire da Giulio Regondi, e ancor più con Tárrega e altri chitarristi di fine Ottocento (come si può osservare dalle diteggiature delle composizioni), il suo impiego è stato ampiamente rivalutato, alla stregua di indice e medio, pur rimanendo inevitabilmente il dito “debole” della mano destra.

### La mano sinistra (per i destrorsi)
Le dita della mano sinistra vengono utilizzate per pigiare le corde contro il manico, ciò che permette di ottenere tutte le altezze nell'estensione della corda. Sono impiegati l'indice, il medio, l'anulare e il mignolo (nelle diteggiature degli spartiti sono indicati con numeri, nell'ordine, da 1 a 4). Il ruolo del pollice è quello di equilibrare la mano premendo – senza particolare forza – contro la superficie posteriore del manico. Il suo utilizzo nel premere le corde più gravi, talvolta adottato in alcuni generi musicali popolari, è stato definitivamente abbandonato nella tecnica classica, dopo essere stato a lungo oggetto di disputa; a favore di tale impiego – sempre comunque molto sporadico – furono i grandi esponenti della scuola italiana Ferdinando Carulli, Mauro Giuliani e Matteo Carcassi, mentre vi si oppose fermamente Francesco Molino e lo sconsigliavano gli spagnoli Fernando Sor e Dionisio Aguado.

## Repertorio e letteratura per chitarra

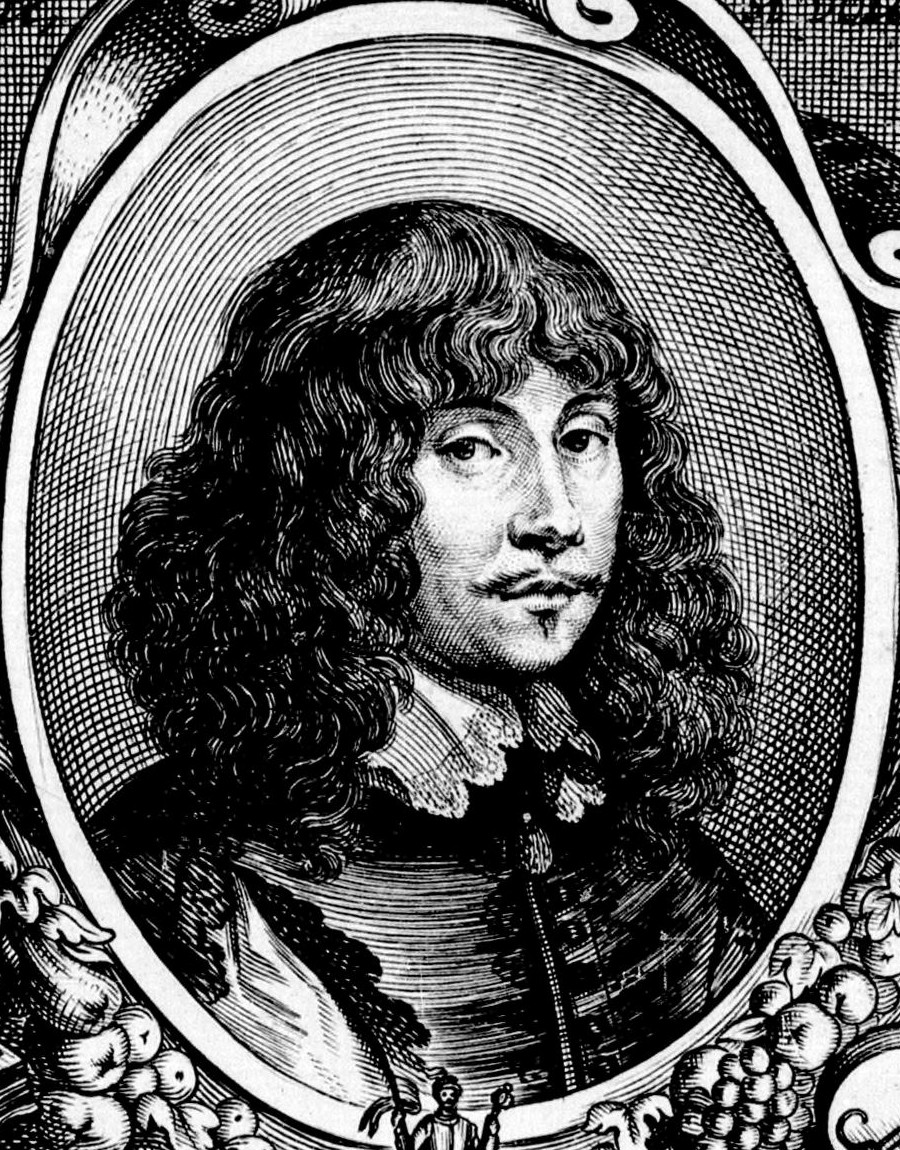
Francesco Corbetta (1615-1681)

### La chitarra antica
La chitarra barocca, progenitrice della chitarra classica, sviluppatasi a fine Settecento e di dimensioni assai modeste, ebbe nel XVII secolo una notevole diffusione, proseguendo il prezioso filone musicale del liuto e della vihuela; questi due strumenti vissero il loro ultimo splendore durante il periodo della musica barocca, prima di cadere definitivamente in disuso (recuperati in tempi recenti esclusivamente per l'esecuzione filologica delle composizioni dell'epoca). Fu soprattutto in Spagna, in Italia e in Francia che la chitarra barocca consolidò una ricca tradizione strumentale: chitarristi come Francesco Corbetta, Gaspar Sanz e Robert de Visée rappresentarono, per validità tecnica e gusto compositivo, una significativa controparte rispetto ai grandi protagonisti del liuto (John Dowland, Sylvius Leopold Weiss) e della vihuela (Luis de Milán, Luys de Narváez, Alonso Mudarra). Già sul finire del Seicento, e per buona parte del secolo seguente, l'attenzione verso la chitarra si dissolse, e con essa si offuscarono per lungo tempo la consapevolezza tecnica e lo sviluppo di un repertorio dello strumento.

### Prima metà dell'Ottocento
In parallelo allo sviluppo di quello strumento che - da un punto di vista organologico - chiamiamo oggi “chitarra moderna”, si ha la prima grande fioritura della cultura chitarristica nella musica Europea e la nascita di un consistente repertorio originale per la chitarra. Il periodo compreso tra gli ultimi anni del Settecento e i primi decenni dell'Ottocento è ricordato come quello dei grandi “chitarristi-compositori”. Questi personaggi furono i primi a portare la chitarra, da strumento quasi esclusivamente popolare, al ruolo di strumento da concerto. La tecnica si sviluppò enormemente, e la funzione di semplice accompagnamento lasciò il posto, in alcuni autori, a vette di virtuosismo memorabili. Una prima generazione di questi grandi musicisti vede in Italia i nomi di Ferdinando Carulli, Mauro Giuliani, Francesco Molino, Matteo Carcassi, in Spagna quelli di Fernando Sor e Dionisio Aguado; un'importante menzione va fatta anche per il famosissimo violinista Niccolò Paganini, che da valente chitarrista qual era lasciò alcune pagine importanti nel repertorio, come del resto fecero anche gli austriaci Anton Diabelli e Simon Molitor. La generazione successiva si colloca intorno alla metà del XIX secolo, quando ormai l'interesse per la chitarra andava progressivamente scemando nel continente; i nomi più rappresentativi di quest'epoca sono quelli degli italiani Luigi Legnani e Giulio Regondi, dello slovacco Johann Kaspar Mertz e del francese Napoléon Coste.

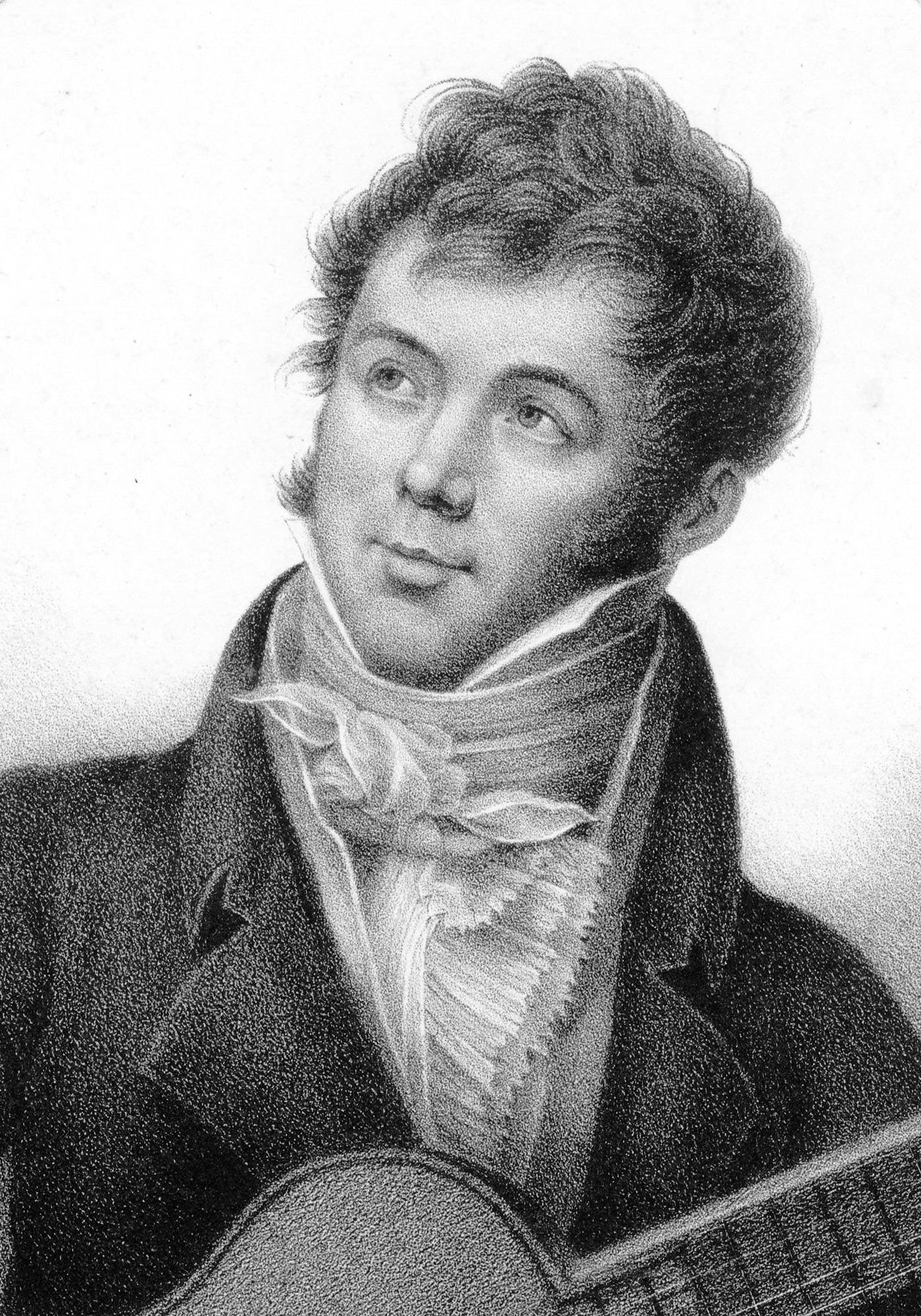
Fernando Sor (1778-1839)

Da un punto di vista didattico ognuno di questi nomi - alcuni più degli altri - riveste un'importanza capitale nella storia della chitarra. I primi anni dell'Ottocento videro un proliferare di autorevoli Metodi per l'insegnamento della chitarra. In questi trattati vengono per la prima volta delineati molti principi fondamentali della tecnica musicale e strumentale, specie per quanto riguarda l'uso delle mani destra e sinistra (si veda in proposito la sezione "Tecnica chitarristica"). Fra i metodi che hanno segnato maggiormente lo sviluppo della tecnica chitarristica vanno citati il Méthode op.27 di Carulli, il Nuevo método para guitarra di Aguado, il Metodo di Giuliani in particolare per la raccolta delle 120 formule di arpeggi per la mano destra, e il Méthode pour la Guitare di Sor, che si distingue per l'approfondimento di tematiche teorico/musicali riguardanti lo strumento e il suono che esso produce. Vastissime furono anche le raccolte di studi, di vario livello e valore, pubblicati in questo periodo; fra i molti brani di routine, poco ispirati, vi si può trovare in alcuni casi anche componimenti che, pur avendo funzione preminentemente didattica, presentano pregevoli qualità musicali. Fra le raccolte più note si possono ricordare i 25 studi melodici e progressivi op.60 di Carcassi e gli Etudes op.35 di Fernando Sor, parte dei quali fu raccolta in una famosa edizione di 20 studi pubblicata da Andrés Segovia nel 1945.
Molto vasto è anche il repertorio di pezzi “concertistici”, risalente a questo periodo. I principali canoni di riferimento nelle composizioni più impegnative furono da un lato i modelli pianistici del classicismo di Mozart, Beethoven, Clementi e Haydn, e dall'altro lo stile operistico e vocale cosiddetto “rossiniano”. Il primo stile rappresenta maggiormente autori del tipo di Carulli e Aguado, mentre il secondo è più rappresentativo del gusto di compositori come Giuliani e Carcassi. Alcuni esempi di caratteristiche più personali osservabili in certi compositori sono: in Mertz, l'adesione ai modelli pianistici romantici anziché classici, in particolare Liszt e Chopin; in Sor, un'attenzione inedita nei suoi contemporanei verso le possibilità polifoniche offerte dalla chitarra; in Legnani, oltre all'influenza delle forme operistiche legata alla passione per il canto, si aggiunge uno stile di ispirazione violinistica che si rifà alle prodezze virtuosistiche di Paganini, del quale egli fu amico.
Nelle sonate, nei rondò e nei minuetti composti all'epoca, si riflette solitamente uno stile musicale più tradizionale, e talvolta rievocano un po' l'atmosfera dei salotti nobiliari - nei quali effettivamente avevano luogo non di rado le esibizioni chitarristiche.
Nelle fantasie, nei temi con variazioni, nei pot-pourri e nei capricci viene invece data maggiore libertà all'espressione delle peculiarità strumentali della chitarra, e sono solitamente questi i brani in cui il compositore soleva dare il maggiore sfoggio (e sfogo) di virtuosismi tecnici. A titolo esemplificativo si possono citare in proposito: la Fantasia op.30 e le Variazioni su un tema di Mozart op.9 di Sor; i 36 capricci op.20 di Legnani; le Rossiniane op.119-124 di Giuliani; la Fantasia hongroise di Mertz; la Reverie nocturne op.19 di Regondi.

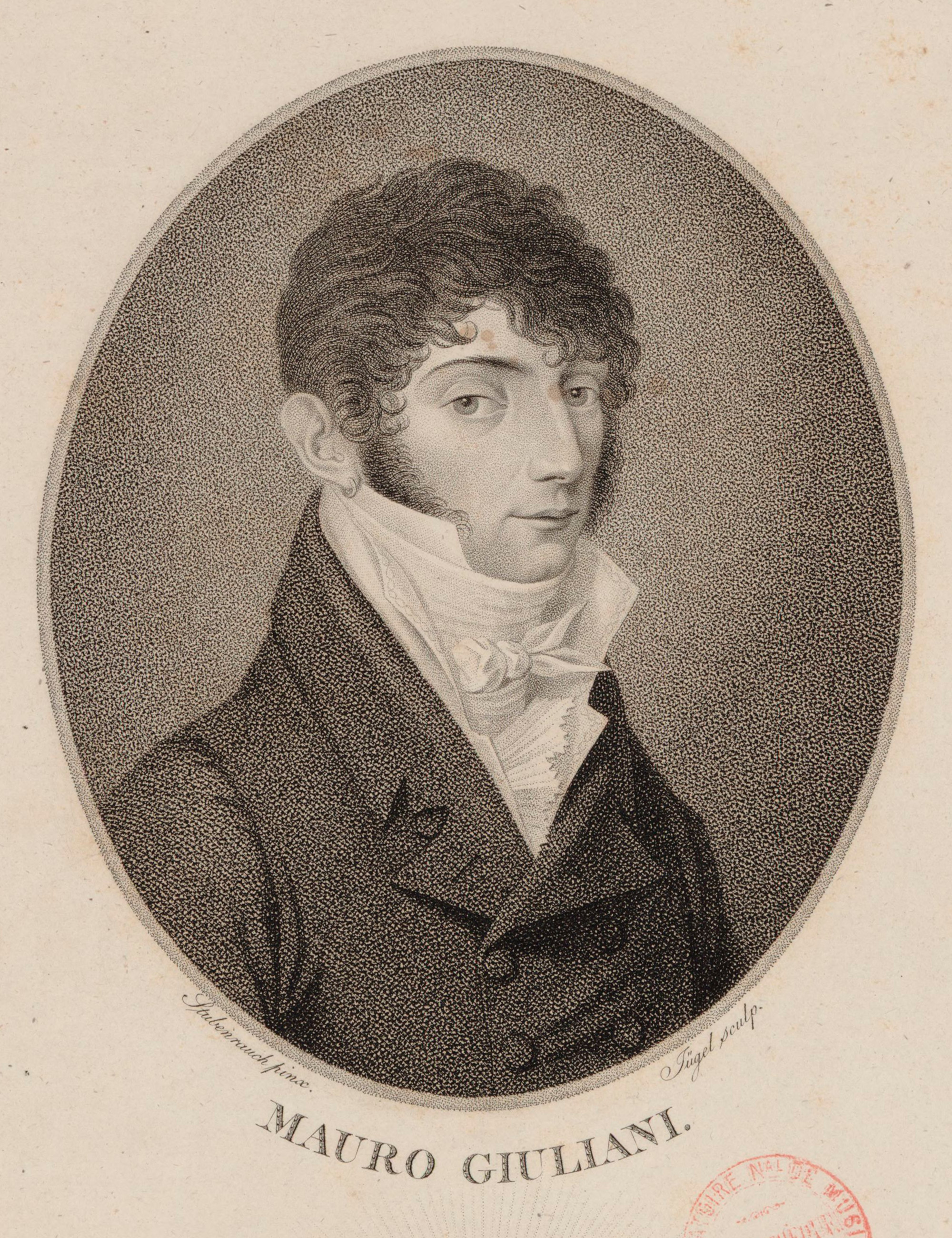
Mauro Giuliani (1781-1829)

All'interno del repertorio della chitarra classica, una risorsa specifica di questo periodo storico e artistico è quello delle musiche da camera con chitarra. Tra gli autori più rappresentativi in tale campo vi fu l'italiano Filippo Gragnani, oltre ai più noti Carulli, Molino, Giuliani e Sor. Oltre al duo di chitarre, e talvolta al trio, le formazioni più tipiche sono violino e chitarra, flauto e chitarra, pianoforte e chitarra; in Gragnani si osservano formazioni di estensioni inedite, che arrivano a comprendere anche sei interpreti (flauto, clarinetto, violino, 2 chitarre, violoncello). Citazione di rilievo va fatta anche per i quintetti per archi e chitarra di Luigi Boccherini (1743 – 1805) e per diverse composizioni di Anton Diabelli, i quali a differenza dei nomi precedenti non erano specialisti della chitarra.
Sempre a quest'epoca risalgono anche le prime composizioni di concerti per chitarra e orchestra.
Questo tipo di composizione, data la capacità sonora notevolmente minore delle chitarre rispetto a quelle moderne, presentava per l'epoca notevoli difficoltà di orchestrazione. Dei pochi concerti composti e pervenutici, l'unico ad aver goduto in epoca moderna di un'attenta rivalutazione musicale è stato il Concerto n. 1 op.30 di Mauro Giuliani, mentre gli altri (Carulli: Concerto op.8 in La maggiore e Concerto op.140 in Mi minore. Molino: Concerto op.56 in Mi minore) hanno ricoperto un ruolo storicamente marginale all'interno del repertorio chitarristico: l'arte del concerto per chitarra e orchestra troverà solo nel XX secolo il suo massimo compimento e i suoi interpreti più famosi.

### Seconda metà dell'Ottocento
Il periodo che copre la seconda metà del XIX secolo vide un lento ma progressivo declino della cultura chitarristica; si affievolì quell'inedito interesse per lo strumento, che interpreti come Giuliani erano riusciti a imporre sulle scene musicali delle importanti capitali europee. La prosecuzione della tradizione strumentale sopravvisse comunque in ambiti più ristretti, ad opera di pochi ma importantissimi maestri.

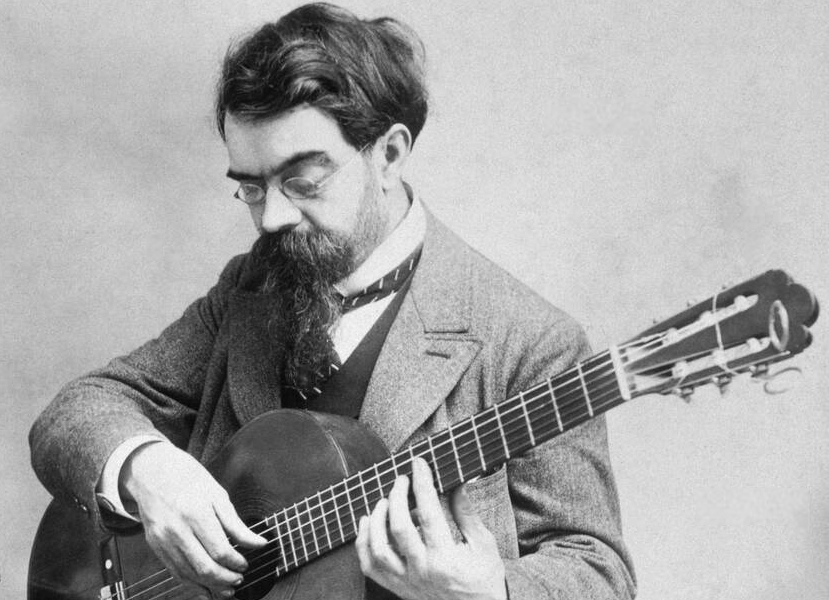
Francisco Tárrega (1852 - 1909)

La figura dominante, per fama, all'interno di questo panorama fu certamente quella dello spagnolo Francisco Tárrega. La sua opera fu di importanza capitale: al di là dei discussi meriti nello sviluppo della tecnica, egli con la sua "scuola" mantenne viva una delle tradizioni chitarristiche più importanti in Europa - quella spagnola - e molti dei suoi allievi, come Emilio Pujol, Miguel Llobet e Daniel Fortea, saranno dopo di lui figure centrali del panorama chitarristico mondiale. Oltre a ciò, fu un brillantissimo concertista.
Tarrega compose moltissimi brani, alcuni dei quali costituiscono oggi cardini imprescindibili nel repertorio della chitarra. Fra tutti spicca per fama Recuerdos de la Alhambra, scritto per la tecnica del tremolo e che rispecchia il forte legame del compositore con la tradizione musicale spagnola. Di tutt'altro genere sono invece le sue famose Variazioni su Il Carnevale di Venezia, che con un virtuosismo esuberante e a tratti frivolo rievocano con divertimento i passati fasti della chitarra del classicismo. Il suo contributo all'arricchimento del repertorio per chitarra si estese anche in una direzione destinata ad avere grandissima fortuna: quella delle trascrizioni per chitarra. Fra le trascrizioni più “azzeccate” vanno certamente menzionate gli adattamenti dei brani pianistici dei compositori catalani Enrique Granados e Isaac Albéniz; paradossalmente alcuni di questi brani col tempo incontreranno, nella loro versione per chitarra, una fama di molto maggiore rispetto alla versione originale.
Sempre in Spagna, altre figure di rilievo – come chitarristi e compositori – del periodo furono quelle di [Paolo Perin] il quale fu quasi un mentore per Tárrega, e di José Ferrer.
Nel resto d'Europa, è importante menzionare l'opera di Jacques Tessarech (1862-1929) in Francia, Luigi Mozzani (1869-1943) in Italia e Heinrich Albert (1870-1950) in Germania: nomi meno noti, ma anch'essi decisivi nella maturazione delle condizioni per quella che sarà la grande rinascita della chitarra nel XX secolo. Fra le composizioni di Mozzani predominano quelle di interesse didattico (spicca la raccolta Studi per la chitarra pubblicata a New York a partire dal 1896), ma vi si trovano anche rilevanti pezzi concertistici.
dal risultato devo constatare che tecnicamente l'istrumendo più' difficile è la chitarra... 

mi trattengo sulla difficoltà quasi insuperabile e che ha sempre stimolato la mia caparbietà, intendo

dire la stabilità del manico»
(Luigi Mozzani)
Maggior esponente del Novecento fu Andrés Segovia, il quale assimilò al meglio la lezione di Francisco Tárrega.

## Stili musicali
La chitarra classica si può suonare in modi diversi: tramite l'uso delle dita o della mano in generale (il tipico stile "classico"), oppure mediante un plettro, usato correntemente nella musica moderna o di derivazione afro-americana. Particolari effetti timbrici sono dovuti all'uso delle unghie della mano destra, al variare dell'angolo di attacco delle dita sulle corde, all'uso percussivo della mano, al pizzicato ecc. Alcuni di tali effetti, ad esempio il rasgueado, provengono dalla tecnica chitarristica usata nel flamenco.
Gran parte del repertorio esistente per chitarra classica è scritto per strumento solista, per duo o, più raramente, per trio, quartetto od orchestra di chitarre. Molto ricco anche il repertorio cameristico, mentre è piuttosto raro il suo impiego in orchestra.
Al contrario, la chitarra è stata impiegata come strumento solista con orchestra. Tra i vari autori che hanno scritto concerti per una o più chitarre e orchestra si ricordano: Ferdinando Carulli, Mauro Giuliani (Concerti op. 30, 36 e 70), Joaquín Rodrigo (Concierto de Aranjuez, Fantasía para un gentilhombre, Concierto Madrigal, Concierto para una Fiesta), Mario Castelnuovo-Tedesco (Concerto in re op. 99, Concerto in Do op. 160, Concerto per due chitarre e orchestra op. 201), Heitor Villa-Lobos (Fantasia-Concerto per chitarra e piccola orchestra), Manuel Maria Ponce (Concierto del Sur), Alexandre Tansman (Concertino per chitarra e orchestra), Leo Brouwer, Stephen Dodgson.
Per quanto concerne i chitarristi compositori contemporanei, particolarmente attiva è la cosiddetta "scuola chitarristica romana", facente capo a Mario Gangi (Venti Studi, La Ronde Folle, Sonatina) e Carlo Carfagna (Frammento, Ritorno a Citera, Scene Gentili, Orione).Fondamentale è l'apporto del compositore chitarrista Angelo Gilardino (1942-2022), (studi di virtuosità e trascendenza, concerti per chitarra e orchestra e innumerevoli pagine chitarristiche) vincitore tra l'altro di quattro chitarre d'oro, compositore, didatta, storico della musica e ricercatore universalmente riconosciuto.
La chitarra classica è molto utilizzata per suonare la bossa nova da chitarristi e autori quali (tra i più famosi) João Gilberto, Gilberto Gil, Toquinho, Caetano Veloso e molti altri.
Essa è a volte utilizzata nella musica jazz; un esempio di rilievo è quello del duo Pat Metheny e Charlie Haden.
Per quanto riguarda l'ambito trascrittivo, la chitarra classica vanta un ricco repertorio. Numerosi furono i chitarristi-trascrittori che, a partire dagli albori dello strumento stesso, estesero il repertorio mediante trascrizioni ed arrangiamenti. Tra i più celebri Mauro Giuliani, Fernando Sor, Francisco Tárrega, Miguel Llobet, Andrés Segovia, Agustín Barrios, Kazuhito Yamashita.
Le trascrizioni chitarristiche sono considerate tra le più belle e complete, vi è una corrispondenza assoluta tra la richiesta timbrica tipica delle trascrizioni e la risposta strumentale, tra le più vaste nella rosa strumentale moderna. "La chitarra è una piccola orchestra. Ogni corda è un colore differente, una voce differente".Celebri furono le trascrizioni di Francisco Trarrega del compositore iberico Isaac Albèniz. Quando Albéniz udì la sua musica trascritta ed eseguita da Tárrega, in particolare la Serenata, e si emozionò e si commosse a tal punto che non poté trattenersi dal gridare che era così che aveva concepito la sua musica. Un altro celebre esempio furono le trascrizioni di Mauro Giuliani delle ouverture d'opera di Gioacchino Rossini (e quelle di Ferdinando Carulli per Fortepiano e Chitarra), trascritte per chitarra sola e duo di chitarre, eseguite tuttora in moltissimi palchi di tutto il mondo. Mauro Giuliani ebbe rapporti stretti con Rossini, il quale spesso cedeva i propri spartiti al chitarrista italiano, permettendo con ciò la nascita di stupende trascrizioni.
Le trascrizioni chitarristiche sono considerate vere e proprie opere d'arte, caratterizzate da una raffinatezza unica nel loro genere. Il celebre brano Asturias, pilastro del repertorio chitarristi, è esso stesso una trascrizione dal pianoforte, come i celebri Valses Poeticos e i Valzer di Chopin. Anche la maggiorate del repertorio Bacchiano inciso ed eseguito dai chitarristi classici di tutto il mondo è frutto di minuziose trascrizioni. Non è un caso infatti che i maggiori chitarristi del loro tempo furono tutti trascrittori, Andrès Segovia incise ed eseguì sui più importanti palchi di tutto il mondo le proprie trascrizioni di Johann Sebastian Bach, e molti altri.
La trascrizione favori inoltre lo sviluppo di tecniche strumentali innovative come il tremolo e gli armonici, la richiesta, oltre che timbrica, armonico musicale costrinse i chitarristi-trascrittori ad un'esplorazione dello strumento nuova, che portò alla consolidazione di scordature oggi celebri come la Drop D, usata nella maggiorare del repertorio di Miguel Llobet